# Спадщина-інтеграл (видавництво)
Видавництво «Спадщина-інтеграл» — в минулому українське видавництво що існувало з 2012 по 2013 рік. Позиціонувало себе як приватне видавництво, що входить до групи компаній «Спадщина», якою керувало юридичне бюро “Спадщина-Капітал”».

## Напрямки діяльності
Під час свого короткого існування, видавництво робило спроби продовжити видавничі проекти збанкрутілого у 2011 році видавництва "Факт". Так, у 2013 Оксана Забужко заявляла, що підписала з Спадщина-інтеграл контракт на перевидання власних творів, оскільки власник видання, Олег Володарський, обіцяв врятувати вцілілу інфраструктуру “Факту”, як от мережу розповсюдження збанкрутілого видання.

## Скандали

### Нелегальний продаж романів  Ірен Роздобудько
У 2012 видавництво «Спадщина-інтеграл» займалося виданням піратських копій романів Ірен Роздобудько.

### Закриття журналу "Сучасність"
У 2012 «інтелектуальне рейдерство» видавництва «Спадщина-інтеграл» призвело до закриття культового літературного часопису "Сучасність".

## Автори видавництва
| - Юрій Винничук - Ірен Роздобудько - Оксана Забужко - Георгій Почепцов - Фоззі - Леонідас Донскіс - Антон Шаповал | - Борис Херсонський - Вадим Володарський - Віктор Домонтович - Зоряна Ленів - Вільде Геґґем - Михайло Лобачев - Олена Лікарчук |